# Patrik Bartošák
Patrik Bartošák (* 29. März 1993 in Kopřivnice) ist ein tschechischer Eishockeytorwart, der seit 2023 beim Mountfield HK in der Extraliga unter Vertrag steht. Sein Onkel Radek Bonk war ebenfalls tschechischer Nationalspieler.

## Karriere
Bartošák begann seine Karriere beim HC Kopřivnice in seiner Geburtsstadt. Ab 2007 spielte er für den HC Vítkovice in den jeweils höchsten Nachwuchsligen Tschechiens und wurde 2009 schon als 16-Jähriger mit dem Klub tschechischer U20-Meister. Am Ende der Spielzeit 2009/10 erreichte er die höchste Fangquote der tschechischen U18-Liga. Ein Jahr später im Sommer 2011 wurde er beim CHL Import Draft von den Red Deer Rebels als insgesamt 59. Spieler ausgewählt. Für das Team aus der Provinz Alberta stand der Torwart drei Jahre in der Western Hockey League zwischen den Pfosten. In der Saison 2012/13 erreichte er jeweils nach Tristan Jarry von den Edmonton Oil Kings die zweithöchste Fangquote und den zweitgeringsten Gegentorschnitt und wurde daraufhin in das First All-Star-Team der Eastern Conference gewählt und sowohl mit der Del Wilson Trophy als bester Torhüter der WHL als auch dem Titel als CHL Goaltender of the Year ausgezeichnet. Daraufhin zogen ihn die Los Angeles Kings aus der National Hockey League beim NHL Entry Draft 2013 in der fünften Runde als insgesamt 146. Spieler. Bartošák blieb jedoch noch eine Spielzeit bei den Rebels und erreichte in dieser Saison die drittbeste Fangquote der WHL nach Coleman Vollrath von den Victoria Royals und Eric Comrie von den Tri-City Americans und wurde in das Second All-Star-Team der Eastern Conference gewählt.
Anschließend wechselte der Tscheche in das System der LA Kings und wurde beim Farmteam Manchester Monarchs eingesetzt, mit denen er 2015 den Calder Cup der American Hockey League (AHL) gewann. Nachdem er zu Beginn der Folgesaison nur zu zwei Einsätzen bei den inzwischen in der ECHL spielenden Monarchs gekommen war, kehrte er zuerst auf Leihbasis und ab 2016 fest nach Vítkovice zurück, obwohl ihn der HK Dinamo Minsk beim KHL Junior Draft 2015 in der fünften Runde als insgesamt 125. Spieler gezogen hatte. In den Spielzeiten 2017/18 und 2018/19 erreichte der Torhüter jeweils die beste Fangquote der Extraliga. Nachdem Bartošák die Saison 2019/20 bei HC Oceláři Třinec, wo er erneut die beste Fangquote der Liga aufwies, und bei MODO Hockey in Schweden verbracht hatte, spielte er bis 2023 überwiegend bei den Pelicans in der finnischen Liiga. Seit 2023 steht er beim Mountfield HK in seiner tschechischen Heimat auf dem Eis.

### International
Mit der tschechischen U20-Auswahl nahm Bartošák an der U20-Weltmeisterschaft 2013 teil. 
Mit der tschechischen Herren-Auswahl nahm er an den Olympischen Winterspielen 2018 in Pyeongchang und 2022 in Peking teil, kam aber jeweils nicht zum Einsatz. Tatsächlich zum Einsatz kam er bei der Weltmeisterschaft 2019, als er sechs Spiele bestritt. Direkt vor der WM nahm er mit Tschechien an den Czech Hockey Games 2019 teil.

## Erfolge und Auszeichnungen
- 2009 Tschechischer U20-Meister mit dem HC Vítkovice
- 2010 Beste Fangquote der tschechischen U18-Liga
- 2013 First All-Star-Team der Eastern Conference und Del Wilson Trophy der Western Hockey League
- 2013 CHL Goaltender of the Year
- 2014 Second All-Star-Team der Eastern Conference der Western Hockey League
- 2015 Gewinn des Calder Cups mit den Manchester Monarchs
- 2018 Beste Fangquote der Extraliga
- 2019 Beste Fangquote der Extraliga
- 2020 Beste Fangquote der Extraliga